# خانه حسین صیرفی
خانه حسین صیرفی مربوط به دوره قاجار است و در اصفهان، خیابان چهارباغ ـ کوچه شهید رجبزاده، بن‌بست شیدا واقع شده و این اثر در تاریخ ۱۸ آذر ۱۳۵۴ با شمارهٔ ثبت ۱۱۳۹ به‌عنوان یکی از آثار ملی ایران به ثبت رسیده‌است.